# Travoprost
Il  travoprost  è un principio attivo analogo delle prostaglandine.

## Indicazioni
Indicato nel trattamento nell'ipertensione oculare.

## Controindicazioni
Viene sconsigliato l'uso in caso di gravidanza e allattamento e nei pazienti con meno di 18 anni.

## Effetti collaterali
Fra gli effetti collaterali si riscontrano cefalea, fotofobia, bradicardia, cheratite, fotofobia, uveite, rash cutaneo. Si può osservare cambiamento del colore dell'iride.